# Стахов, Дмитрий
Дми́трий Ста́хов (настоящее имя Дми́трий Я́ковлевич Гла́тман; род. 22 июля 1954 года, Москва) — российский писатель и журналист.

## Биография
Родился в Москве. В 1983 году окончил факультет психологии МГУ, затем — аспирантуру. До 1991 года работал в Институте социологии СССР.
С 1991 года работал в журнале Огонёк, газете «Неделя» (Неделя (газета, 1960), заместителем главного редактора еженедельника «Алфавит».
Как фрилансер, в качестве автора и редактора, сотрудничал с печатными и интернет-изданиями «Совершенно секретно», «The New Times», «Медведь», «Гала-Биография», «Story», интернет-портал «Моребо» и другими.
Состоит в Союзе российских писателей, Союзе писателей Москвы, ПЭН-Москва.

## Творчество
Автор десяти романов:
- «Пограничная история или Стукач» (1996), выдвигался на премию Русский Букер, переведён на французский язык и издан издательством Галлимар, Gallimard в 2001;
- «Ретушер» (1995) издан в России суммарным тиражом 230 тыс. экз., переведён на немецкий (Goldmann), голландский (Signatuur) и французский (Actes Sud) языки;
- «Арабские скакуны», опубликован журналом «Дружба народов», вышел в издательстве «Олма медиа групп» (2002);
- «Рецепт» (2005 — «Дружба народов», 2008 — издательство «Эксмо»), выдвигался на премию «Русский Букер» и премию «Большая книга»;
- «История страданий бедолаги или Семь путешествий Половинкина» (2001 «Дружба народов», 2004 — издательство «Олита»), выдвигался на премию «Национальный бестселлер»;
- «Генеральская дочка» (2006), вышел в журнале «Дружба народов» и отдельной книгой в издательстве «Книжный клуб 36,6»;
- «Анафаза», опубликован в издательстве «Эксмо» в 2009 году;
- «Перевернутые небеса», вышел в журнале «Дружба народов» в 2010 году;
- «Свет ночи», отдельное издание «Флобериум», 2023, роман отмечен дипломом Литературной премии имени Гоголя;
- «Крысиный король», опубликован в издательстве «ArsisBooks», 2019 год.

Повести публиковались в коллективных сборниках и литературных журналах (например — «Кредитная история» в журнале «Октябрь», № 3, 2013 год). Рассказы выходили отдельными книгами («Сон в начале века», М. Олита, 2004, «Коты и клоуны», М., Флобериум, 2023, «Девушка из торрентов», М., Флобериум, 2024), публиковались в журналах «Огонёк», «Дружба народов», «Октябрь», «Знамя», «Континент» и др.
Эссе и статьи публиковались как в России, так и в США, Германии, Израиле, Франции.

## Восприятие
По мнению Костюков, Леонид Владимирович, Дмитрий Стахов — «один из немногих российских писателей, работающих в „мертвой“ зоне: между литературой жанровой и „настоящей“ (подлинной, уходящей корнями в великую русскую). Ещё удивительнее, что эти два конфликтных варианта не находят тусклый компромисс, а оба реализуются в полной степени».
Кузьминский, Борис Николаевич, критик, литературовед и переводчик, оценивая роман «Крысиный король», отмечал, что «этой прозе присущ кинематографизм высокой степени; Стахов обеспечивает читателя таким количеством больших ли, мелких, но всегда точных и уместных деталей, что он, читатель, обречен испытать сильнейший „аффект присутствия“, даже если не хочет этого».
Рейн, Евгений Борисович, оценивая сборник «Сон в начале века», высказал мнение, что Дмитрий Стахов «прекрасный рассказчик, продолжающий и классическую традицию, и традицию Куприна и Довлатова».